# Guerra de pintura

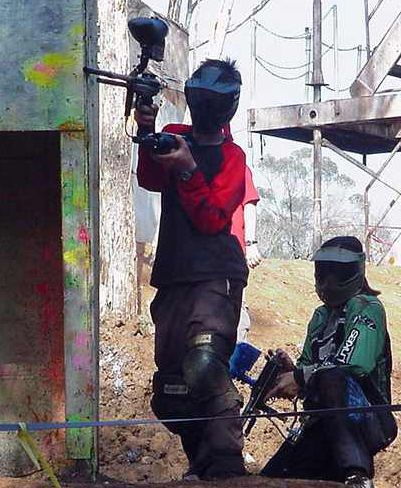
Dos jugadors de guerra de pintura.

La guerra de pintura (en anglès: paintball, traducció literal "bola de pintura") és un esport en què els participants fan servir escopetes d'aire comprimit anomenades marcadores (markers) per disparar petites boles de pintura contra els altres jugadors. En essència és un joc de persecució complex, ja que els jugadors tocats per boles de pintura durant el joc són eliminats.
Normalment, en una partida de guerra de pintura s'enfronten dos equips amb l'objectiu d'eliminar tots els jugadors de l'equip contrari o aconseguir un objectiu (com ara capturar la bandera o eliminar un jugador en concret). Un joc de guerra de pintura típic no professional acostuma a durar d'uns cinc minuts a mitja hora. L'equip bàsic necessari per practicar la guerra de pintura no és excessivament car (tot i que sí que ho poden ser les marcadores d'alta gamma). El nombre de boles de pintura disparades durant una partida varia d'un jugador a un altre: alguns en disparen 100, d'altres unes poques i fins i tot n'hi ha que no arriben a disparar en tota la partida.
Des del seu naixement, la guerra de pintura ha enganxat una multitud de jugadors ocasionals o permanents. La Sporting Goods Manufacturer's Association estima que aproximadament 10 milions d'estatunidencs juguen anualment a la guerra de pintura. Les estadístiques de les asseguradores indiquen que és un dels esports més segurs, fins i tot més que el golf.
Les partides de guerra de pintura poden jugar-se sota sostre o a l'aire lliure, i adoptar diferents formes, com el woodsball, i el torneig o speedball. Les regles varien àmpliament d'una manera o altra de jugar, i es pensen perquè la majoria de participants gaudeixin del joc en un entorn segur.

## Història
La guerra de pintura va començar com un joc de caça entre dos amics en els boscos de Henniker, Nou Hampshire. Originalment va ser batejat com a National Survival Game, ja que no era considerat un esport en aquesta època. El 1976 Hayes Noel', un corredor de borsa i el seu amic Charles Gaines, un escriptor, tornaven a casa parlant del recent viatge de Gaines a l'Àfrica i les seves experiències caçant búfals. Ansiosos per recrear la pujada d'adrenalina que provocava l'emoció de la caça, i inspirats per la història de Richard Connel "El joc més perillós", els dos amics van concebre la idea de crear un joc on poguessin gaudir i caçar-se l'un a l'altre.
En els mesos següents, els amics van discutir quines classes de qualitats i característiques feien que algú fos un bon caçador i supervivent. Es van quedar encallats, però, en com idear una prova d'aquestes habilitats. No va ser fins un any i mig més tard quan George Butler, un amic seu, els va ensenyar una arma de boles de pintura en un catàleg agrícola. L'arma era una marcadora Nelspot 007 fabricada per la Nelson Paint Company i era utilitzada pels ramaders per marcar vaques. Noel i Gaines van comprar cadascun una marcadora i van mantenir un duel que es convertiria en la primera partida de guerra de pintura.
Després d'això, els amics van idear les regles bàsiques del joc basant-se en les de capturar la bandera (capture the flag), i van convidar a uns amics i a un escriptor de Sports Illustrated a jugar. Van anomenar el seu joc Survival ('supervivència') i un article sobre ell va ser publicat al número de juny de 1980 de la Sports Illustrated. A mesura que creixia l'interès pel joc, Gaines i Noel van crear una companyia, National Survival Game, i van signar un contracte amb Nelson Paint Company per convertir-se en distribuïdor exclusiu del seu equip de guerra de pintura. Després d'això, van establir llicenciar franquícies en altres estats pel dret a vendre les seves armes, pintura i ulleres protectores. Com a resultat del seu monopoli sobre l'equip, van entrar en beneficis en només sis mesos.
Les primeres partides de guerra de pintura eren molt diferents a les modernes. Les pistoles Nelspot eren les úniques disponibles. Utilitzaven cartutxos de CO² de 12 grams, carregaven un màxim de 12 trets, i havien de ser amartellades després de cada tir. Les màscares especials per a guerra de pintura encara no havien estat creades, així que els jugadors feien servir ulleres convencionals que deixaven exposada la resta de la seva cara. Les primeres boles de pintura tenien una base d'oli i, per tant, no eren solubles en aigua, de manera que les «festes de trementina» eren freqüents després d'un dia de partida. Les partides sovint duraven hores mentre els jugadors s'aguaitaven entre si, i atès que cada jugador només tenia un nombre limitat de cartutxos, els trets eren rars.
Entre 1981 i 1983, fabricants rivals van començar a crear productes competidors, i va ser durant aquesta època quan l'esport es va enlairar. La tecnologia de la guerra de pintura es va desenvolupar gradualment a mesura que els fabricants agregaven una bomba davantera per fer l'amartellat fàcil i substituïen els cartutxos de 12 grams per tancs d'aire més grans, comunament anomenats d'«aire constant». A aquestes innovacions bàsiques van seguir posteriorment les alimentacions de gravetat i els colzes de 45 graus per a facilitar la càrrega des de la tremuja.
Des del seu naixement, ha arrossegat a una multitud de jugadors ocasionals o permanents. La Sporting Goods Manufacturer's Association estima que aproximadament 10 milions de nord-americans hi juguen anualment.
Les partides de guerra de pintura poden jugar-se sota sostre o també a l'aire lliure i adoptar diferents formes, sent algunes de les més populars el woodsball i el torneig o speedball. Les regles varien àmpliament d'una a una altra forma, sent dissenyades la majoria perquè els participants gaudeixin del joc en un entorn segur.

## Regles comunes
A continuació es detallen les regles més bàsiques i comunes de la guerra de pintura. Encara que sol haver-hi poca variació en les regles de seguretat, els canvis en altres regles del joc sí que són bastant comuns, i els jugadors han de preguntar per les regles específiques quan van a jugar.

### Regles de seguretat

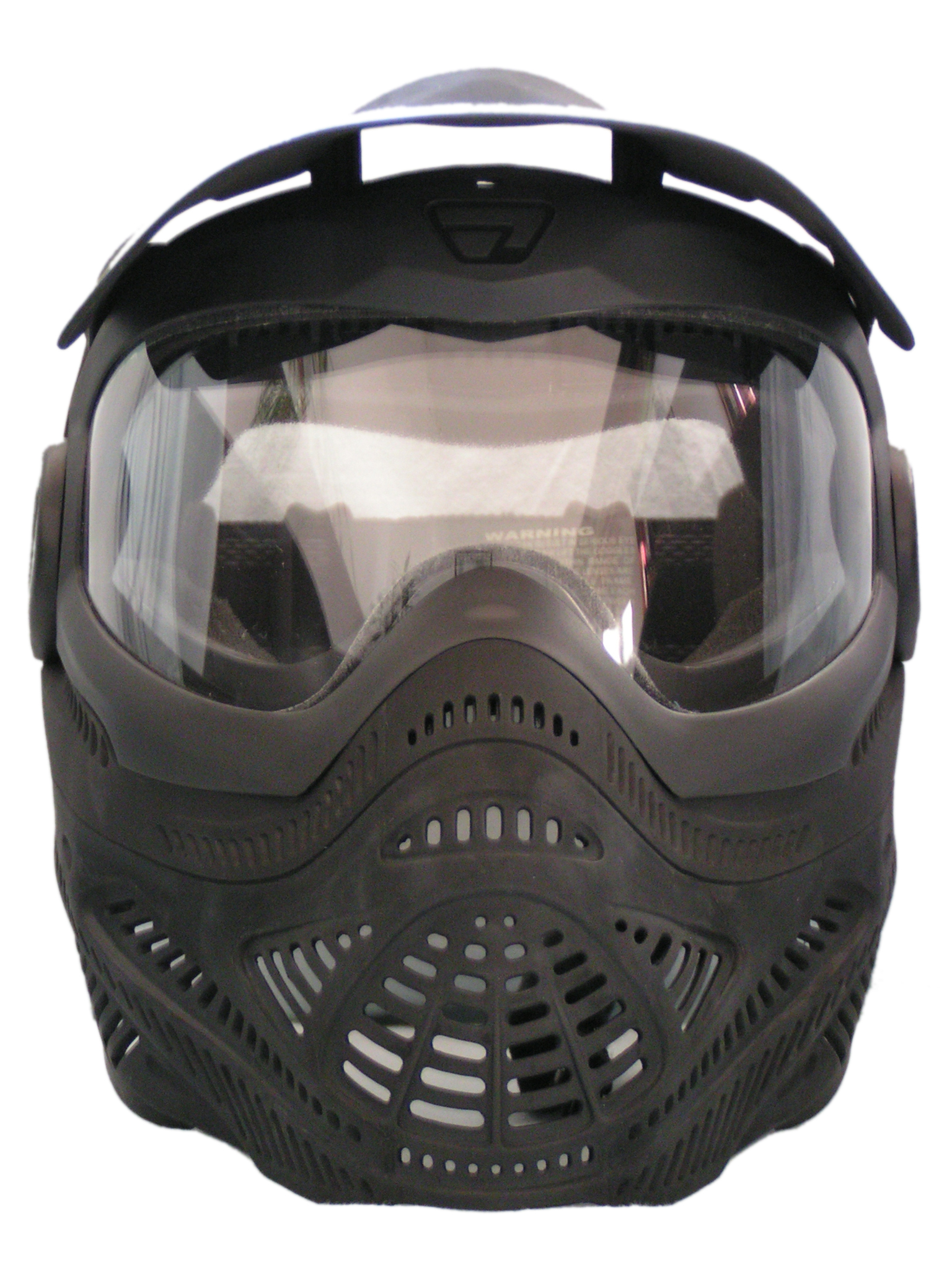
Casc de seguretat.

Com en molts altres esports, la participació segura en una partida de guerra de pintura exigeix el respecte d'unes regles de seguretat adequades. Quan aquestes se segueixen, és extremadament segur, amb una taxa de ferides de només 0,2 per cada 1.000 partides. La probabilitat de resultar ferit en altres esports d'equip populars és molt més gran, per exemple, unes 12 vegades més altes per al futbol i 7 vegades més altes per al beisbol. També es diu que la guerra de pintura és un esport més segur fins i tot que el golf i les bitlles, en termes de ferides per jugador.

#### Màscara
La regla de seguretat més important de la guerra de pintura és que tots els jugadors han de portar una màscara protectora, normalment de plàstic que cobreix tota la cara, i es corba sobre les orelles en tot moment quan juga o es queda a prop de marcadores sense bloqueig de canó. Encara que les boles de pintura no produeixen ferides permanents en la major part del cos, els ulls, i en menor mesura les orelles, són vulnerables a ferides greus si els impacta una bola de pintura. Les màscares es dissenyen especialment per a aquest esport i són capaces de suportar l'impacte directe d'una bola de pintura a 90 m/s. Les instal·lacions comercials de guerra de pintura exigeixen als jugadors portar una màscara específicament dissenyada per a aquest esport que sol ser d'un plàstic o metall lleuger.

#### Velocitat de les boles de pintura

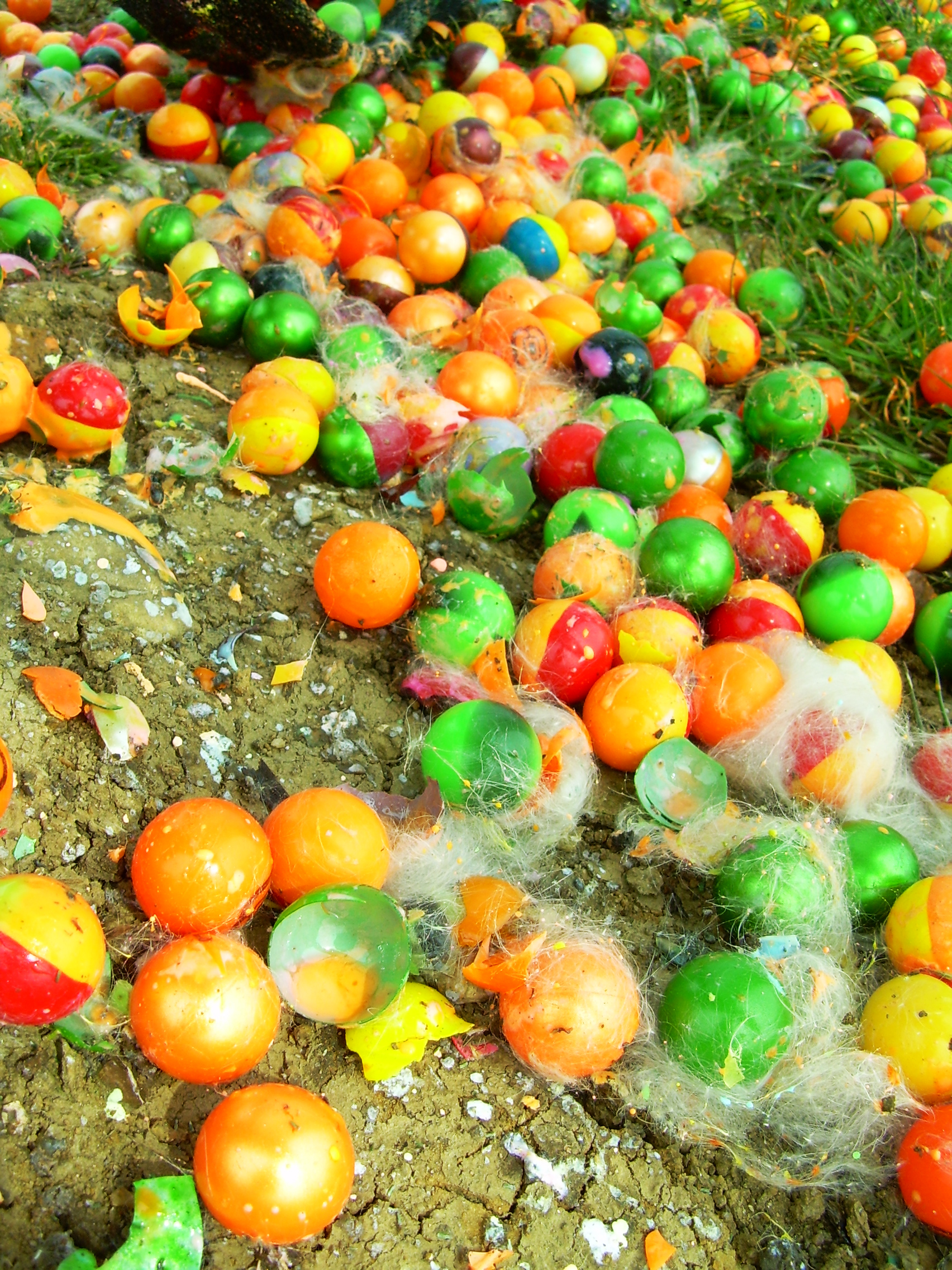
Boles de la guerra de pintura.

A més de l'ús obligatori de màscares, les marcadores no han de disparar boles de pintura per sobre d'una determinada velocitat. Les boles de pintura disparades a més de 90 m/s provoquen grans hematomes i poden trencar la pell, i fins i tot els dits. Moltes instal·lacions comercials de guerra de pintura exigeixen una velocitat menor, normalment d'uns 65-80 m/s, per tenir així un marge de seguretat extra. Velocitats fins i tot menors poden ser doloroses en distàncies curtes, que s'han d'evitar en el possible. Els jugadors vesteixen de vegades gruixudes jaquetes i guants per cobrir tota la seva pell. El màxim permès de velocitat per a una bola s'ha estandarditzat en 300 peus per segon (90 m/s).
La velocitat de les boles de pintura pot mesurar-se amb un cinemòmetre (mal anomenat cronògraf, de l'abreviatura anglesa Chrony), els quals són freqüents a les instal·lacions comercials de guerra de pintura, però s'han d'adquirir si es juga fora d'elles. Aquells jugadors que juguen sense ajustar la velocitat de sortida de les boles de pintura s'arrisquen a patir ferides, ja que els canvis en la temperatura, la humitat i la pressió atmosfèrica poden afectar la velocitat, havent de comprovar aquesta, diverses vegades al llarg del dia.

#### Dispositius de bloqueig del canó
Tots els jugadors han d'usar algun tipus de dispositiu de bloqueig del canó en les seves marcadores quan no participen activament en una partida. Aquests dispositius solen tenir la forma d'una petita bossa o tap (conegudes com a condó o xumet del canó) que cobreix l'extrem del canó i se subjecta en el seu lloc mitjançant un cordó elàstic enrotllat a la marcadora. El mitjó del canó atraparia així, qualsevol bola de pintura disparada per accident. Abans de la seva introducció a la fi dels anys 1990, els dispositius de bloqueig del canó més usats eren els taps (també anomenats xumets), unes peces de plàstic dur amb anells de goma que s'introduïen per l'extrem del canó. Com que aquests taps podien caure o sortir disparats del canó si es produïen trets accidentals, les instal·lacions comercials obliguen actualment com a mesura estàndard de seguretat a usar els mitjons. Les marcadores més modernes disposen d'un sistema de bloqueig de seguretat, en el qual un botó al lateral de la marcadora bloqueja el gallet. Malgrat això, fins i tot amb aquest afegit, els jugadors han d'utilitzar algun sistema de bloqueig del canó.

#### Eliminació dels jugadors
Els jugadors s'eliminen uns als altres del joc al tocar als seus oponents amb una bola de pintura que es trenqui en impactar contra ells i els deixi una marca de pintura visible. Les regles sobre la mida que ha de tenir una marca de pintura per considerar-se un impacte vàlid poden variar, però no compten les marques de pintura deixades per una bola que es trenqui contra qualsevol altre objecte abans d'arribar al jugador, el que es coneix com a esquitxada. Quan un jugador és marcat, se l'elimina de la partida.
La majoria de les regles consideren vàlides els blancs en qualsevol part del cos, la roba, l'equip o qualsevol objecte que el jugador porti. Això inclou els peus, el marcador, la motxilla o un objecte pres del camp. Algunes variants no consideren els blancs sobre la marcadora o el cap, o sobre algunes zones del cos (com qualsevol excepte el tors), o exigeixen més d'un blanc en certes zones del cos perquè el jugador sigui eliminat. Aquestes regles especials s'han d'acordar a l'inici de les partides.
Si un jugador no està segur de si una marca que ha rebut és un blanc vàlid o no (bé perquè la marca procedeixi d'una esquitxada, perquè no puguin veure la part del cos on van ser aconseguits o perquè el tret procedeixi d'un jugador que ja hagi estat eliminat), pot demanar a un àrbitre o a un company que determini si el blanc és vàlid o no. Aquesta acció es denomina paint check (prova de pintura) i sol demanar-se cridant aquestes paraules a un àrbitre proper. Algunes regles permeten que l'àrbitre declari neutral a un jugador durant un paint check de manera que pugui examinar més de prop, ja que quan un jugador és neutral, ha de deixar momentàniament la partida mentre és examinat, de manera que no pot disparar.
Els jugadors també poden ser eliminats de la partida per altres raons, com ara decidir autoeliminar-se cridant, ser disparats per granades o mines de pintura (si el joc permet el seu ús), o per una infracció, com sortir del camp o abandonar el punt de partida abans del començament d'aquesta.
Atès que els jugadors que es declaren eliminats ho són fins i tot encara que no ho hagin sigut, els jugadors han de comprovar si una bola de pintura que els hagi tocat, els ha deixat marca. Una bola de pintura pot impactar el cos d'un jugador sense trencar-se, la qual cosa no suposa un blanc. Els jugadors també poden demanar un paint check a l'oponent si creuen que l'han tocat, especialment si sembla no haver-se'n adonat o si intenta amagar o eliminar un blanc. Eliminar una marca de pintura i seguir jugant, és una trampa greu coneguda habitualment com a wiping (neteja) que sol comportar greus penalitzacions, incloent-hi la prohibició permanent d'accedir a la instal·lació comercial de guerra de pintura. En els torneigs se sol aplicar una penalització «3 per 1», en què s'eliminen del joc a l'infractor i a tres companys d'equip més.

#### Rendició
Algunes regles exigeixen que un jugador a certa distància d'un oponent que no li hagi vist (normalment de 3 a 5 metres), ha de demanar a aquest que es rendeixi (cridant-li una frase prèviament acordada) abans de disparar. Si l'oponent accedeix verbalment o aixecant les mans o el marcador, es consideren tocats i eliminats de la partida. En canvi, si refusen o intenten qualsevol acció hostil (com girar-se per disparar), el jugador que va demanar la rendició pot disparar. No obstant això, mentre espera resposta, aquest jugador pot ser tocat pels trets d'altres jugadors. Ser disparat des de tan curta distància per una bola de pintura pot resultar dolorós, i es considera educat i de bon esportista oferir a l'oponent l'oportunitat de rendir-se sempre que sigui possible en lloc de disparar innecessàriament des d'una distància molt curta.
En gairebé tots els torneigs no es contempla la rendició, i si un jugador sorprèn a l'oponent amb la guàrdia baixa, té llibertat per a disparar. Tàctiques com ara el run through, consistent en córrer pel camp disparant a tants contraris com sigui possible, s'han desenvolupat amb el temps i són molt importants. Un altre moviment popular és el bunkering, en el qual un jugador carrega contra un búnquer o barricada després del que es protegeix un oponent i li dispara des de dalt o des dels costats.

## Tipus de jocs

### Bàsics
- Capturar la bandera: Un equip ha de capturar la bandera de la base de l'oponent en el costat contrari del camp i tornar a la seva pròpia base per guanyar la partida.

- Centerflag: Semblant a capturar la bandera, llevat perquè hi ha una sola bandera en un lloc neutral del centre del camp. La victòria s'aconsegueix capturant aquesta bandera i portant-la a una zona prefixada, normalment el lloc de partida de l'equip oponent.

- Eliminació: L'objectiu és eliminar a tots els membres de l'equip rival.

- X-Ball: Una versió més moderna de Centerflag, semblant a l'hoquei, on participen equips de cinc membres per bàndol, en dos rondes, enfrontant-se durant un període, i guanyant la partida l'equip que aconsegueix més punts.

## Equip per a guerra de pintura
Cada jugador ha d'usar obligatòriament:

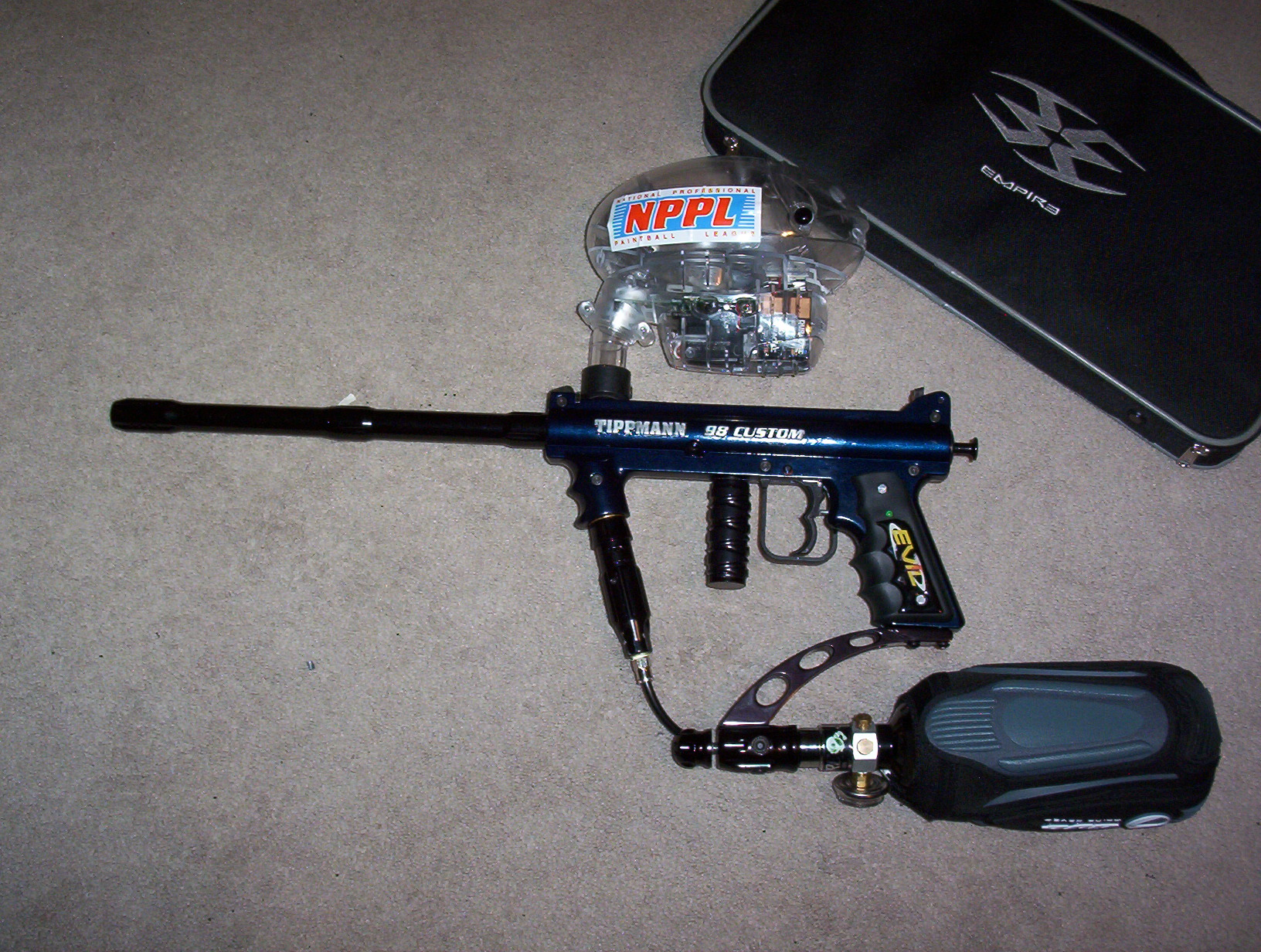
Marcadora

- Una marcadora per disparar boles de pintura.
- Màscara facial dissenyada per protegir els ulls i la cara dels impactes.
- Boles de pintura, càpsula de gelatina de la mida de bales (calibre 0,68) farcides de pintura (polietilenglicol acolorit).
- Font propel·lent: càpsules d'aire, nitrogen o CO2 a pressió per disparar les boles de pintura (pot anar agafada a la pistola o al mateix cos del jugador, al portapods).
- Carregador de boles de pintura (hopper) per a dur i alimentar de boles de pintura a la marcadora.
- Mitjó o tap de canó, per evitar trets accidentals quan no s'estigui jugant.
- Roba adequada per córrer, ajupir-se, arrossegar-se, etc.
- Calçat adequat al terreny i còmode per córrer, també és important la subjecció dels turmells.

Segons el tipus de joc és també freqüent l'ús de cert equip addicional:
- Guants, colzeres i genolleres
- Portapods: Barreja de cinturó i ronyonera per transportar els pods, que són petits tubs contenidors de boles de guerra de pintura, amb una capacitat d'entre 100 i 200 boles.
- Material per netejar el canó de la marcadora en cas de trencament accidental d'alguna bola de pintura.
- Protector per al tors.
- Protector per al coll.
- Barret, barret de llana o mocador per als cabells.
- Roba de camuflatge.

## Alternatives similars
- L'airsoft utilitza rèpliques idèntiques d'armes de foc reals que disparen boles de plàstic de 6 mil·límetres de diàmetre. Principalment simula combats militars autèntics, sovint amb uniformes i equipament a joc.
- El làser tag utilitza dispositius semblants a pistoles que emeten raigs làser. Els jugadors porten equipament electrònic, normalment una simple armilla, però de vegades també sensors a les cames, braços o cap, que vibra, fa soroll i evita que l'emissor de làser pugui ser disparat després de ser tocat per un oponent. Les partides es juguen sota sostre i amb poca llum. Les instal·lacions solen incloure estructures que serveixen d'obstacles així com objectius i bases, i també un sistema informàtic que monitora el joc a distància i proporciona estadístiques dels equips i els jugadors individuals. Q-Zar és la companyia més gran dedicada al negoci del làser tag.
- El Nerf és una afició i esport no oficial que fa servir joguines Nerf o de marques semblants modificats, i que es practica de forma similar a la guerra de pintura. És més barat, simple, fàcil i segur que la guerra de pintura. Molt popular entre els nens.